# Kosei Akaishi
Kosei Akaishi   () és un lluitador japonès, ja retirat, especialista en lluita lliure, que va competir durant les dècades de 1980 i 1990.
El 1984 va prendre part en els Jocs Olímpics d'Estiu de Los Angeles, on guanyà la medalla de plata en la competició del pes ploma del programa de lluita lliure. Quatre anys més tard, als Jocs de Seül, fou quart en la categoria del pes lleuger, mentre el 1992, als Jocs de Barcelona, guanyà la medalla de bronze en la categoria del pes lleuger.
En el seu palmarès també destaca una medalla de plata en el Campionat del Món de 1989, una medalla de plata en els Jocs Asiàtics de 1986 i una medalla de plata en el Campionat d'Àsia de 1989.